# Brunnenhaus Eschenau (Knetzgau)

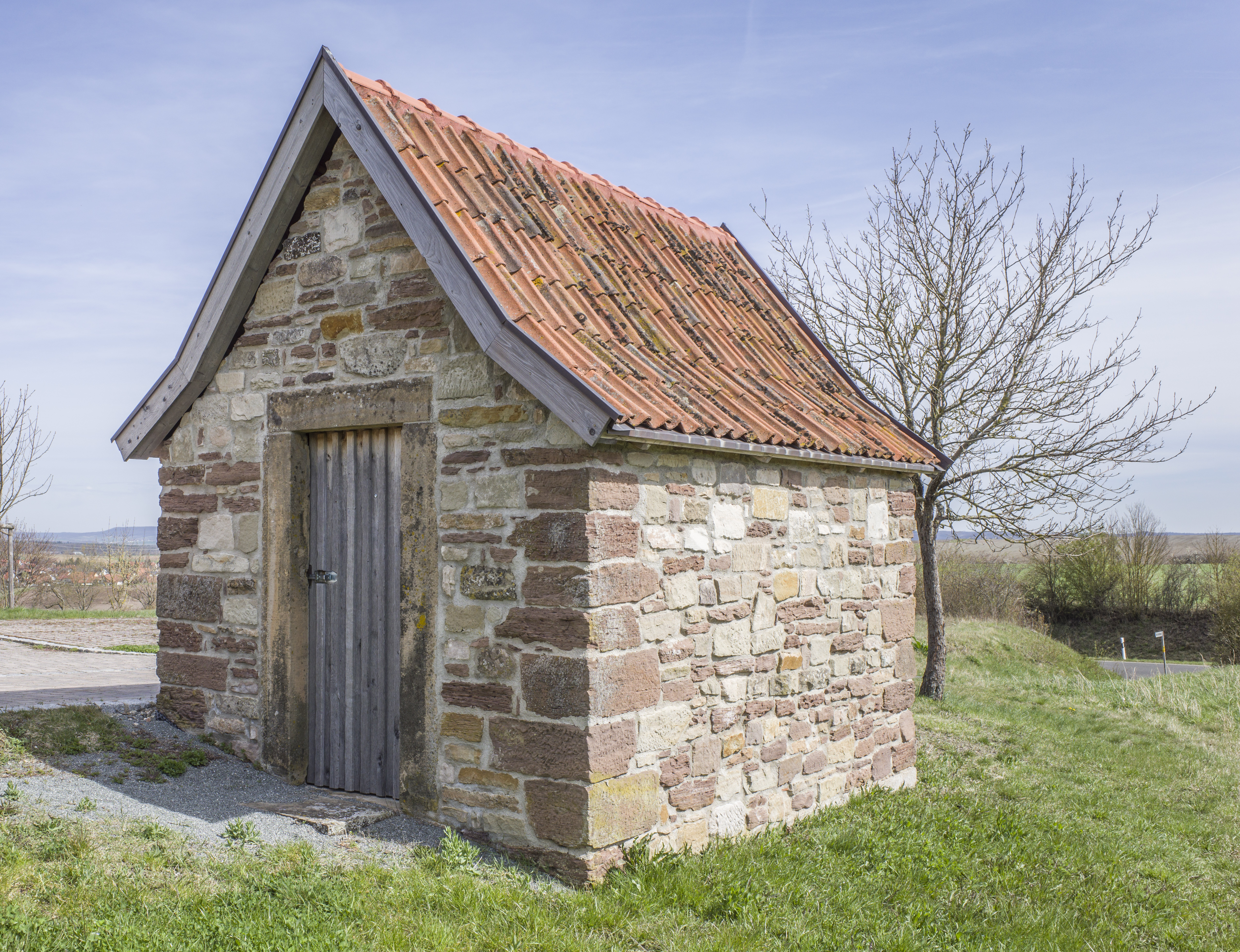
Brunnenhaus in Eschenau

Das Brunnenhaus in Eschenau, einem Gemeindeteil von Knetzgau im Landkreis Haßberge im Osten des bayerischen Regierungsbezirks Unterfranken, wurde im 19. Jahrhundert errichtet. Das Brunnenhaus am Am Kirchberg 1, das zum ehemaligen Pfarrhaus gehört, ist ein geschütztes Baudenkmal.
Der traufständige Satteldachbau aus Bruchsteinmauerwerk mit Eckquaderung aus Sandstein hat eine Hohlziegeldeckung.